# Justus Heinrich Wigand
Justus Heinrich Wigand (Tallinn, 13 settembre 1769 – 10 febbraio 1817) è stato un ginecologo tedesco.

## Biografia
Wigand studiò medicina presso le università di Jena e Erlangen, conseguendo il dottorato in quest'ultimo. Dal 1793 al 1814 fu medico ad Amburgo, e successivamente visse a Heidelberg, Schwetzingen e Mannheim.
Viene ricordato per aver introdotto una procedura di parto assistita chiamata "manovra di Wigand". La sua migliore opera fu, "Die Geburt des Menschen" pubblicata postumo nel 1820.

## Opere principali
- Von den Ursachen und der Behandlung der Nachgeburtszögerungen, 1803.
- Drey den medicinischen Facultäten zu Paris und Berlin zur Prüfung übergebene geburtshülfliche Abhandlungen, 1812.
- Die Geburt des Menschen in physiologisch- diätetischer und pathologisch- therapeutischer Beziehung, grösstentheils nach eigenen Beobachtungen und Versuchen dargestellt, 1820.